# Dekagramska antiprizma
| Dekagramska antiprizma | Dekagramska antiprizma        |
| ---------------------- | ----------------------------- |
|                        |                               |
| Vrsta                  | uniformni polieder            |
| Stranske ploskve       | 2 dekagrama 20 trikotnikov    |
| Robovi                 | 40                            |
| Oglišča                | 20                            |
| Konfiguracija oglišča  | 10/3.3.3.3                    |
| Wythoffov simbol       | \| 2 2 10/3                   |
| Simetrija              | D10d, [2+,20], (2*10), red 40 |
| Dualni polieder        | dekagramski deltaeder         |
| Lastnosti              | nekonveksna                   |
| Slika oglišč           |                               |

Dekagramska antiprizma  je v geometriji je ena v neskončni množici nekonveksnih antiprizem, ki jih sestavljajo trikotne stranske ploskve in dva pokrova, ki sta v tem primeru heptagrama {7/3}. 